# Алан (западноевропейское имя)
Алан (Alan, Allan, Alain) — мужское западноевропейское имя .

## Этимология
Основной версией происхождения имени считается происхождение от кельтского слова, означающего «скала». Династическое имя Алан использовалось в Арморике.
С VI века имя было известно в латинизированной форме Alanus. Это имя носили несколько христианских святых: например, св. Аланус (лат. St. Alanus) — епископ Кемпера — и св. Аллен (англ. St. Allen; варианты — св. Аллан (англ. St. Allan), св. Элиан (англ. St. Elian)), корнуоллец или бретонец V или VI века. В раннем средневековье св. Аланус стал культовой фигурой в Бретани, а в Корнуолле есть церковь, посвящённая св. Аллану.
Считается, что имя стало популярным в Англии и Ирландии после нормандского завоевания, в котором участвовали бретонцы.
По другой версии, имя происходит от названия сарматского племени аланов, большие группы которых основались в Западной Европе после великого переселения народов.
В 1976 году именем Алан был назван ударный кратер на видимой стороне Луны.